# بروک ایر سرویسز
بروک ایر سرویسز (به انگلیسی: Brock Air Services) یک شرکت هواپیمایی است که در ۱۹۷۸ میلادی تأسیس شده‌است. دفتر مرکزی بروک ایر سرویسز در کینگستون، انتاریو، انتاریو، کانادا واقع شده‌است.